# Парченко, Александр Семёнович
Александр Семёнович Парченко (9 февраля 1933, Красноярск, Восточно-Сибирский край — 13 декабря 1988, Красноярск) — советский спортсмен. Играл в футбол (нападающий), хоккей с мячом. Мастер спорта СССР (1959).

## Биография
Отец погиб на фронте. Обучался в красноярском ремесленном училище N 3 на слесаря, где в 1949 году познакомился с Галиной, на которой женился в 1955 году. Играл за местный «Спартак» в футбол и хоккей с мячом, тренер Н. Д. Шепеленко. с 1950 года на комбайновом заводе выступал за «Трактор» (позже «Торпедо»). В 1953 году был призван в армию, служил в пограничных войсках в Выборге Ленинградской области. Был в команде ленинградского «Динамо», в 1955 году играл за дубль «Динамо» Москва. С 1957 года стал капитаном красноярского «Локомотива». В конце сезона 1958 года перешёл в московский «Локомотив». 15 октября дебютировал в матче с «Динамо» Киев (2:4), выйдя на замену после перерыва. Через четыре дня в игре с «Молдовой» (8:1) забил первый гол в матче. Серебряный призёр чемпионата 1959 года. В следующем сезоне перестал попадать в состав и, проведя 8 матчей за «Уралмаш», вернулся в Красноярск. Завершил карьеру футболиста в 1962 году. Работал помощником машиниста на комбайновом заводе, затем возглавлял футбольную и хоккейную железнодорожные команды.
Играл в чемпионате СССР в хоккей с мячом за красноярские команды «Торпедо» (1955/56 — 1956/57) и «Локомотив» (1957/58).
Скончался в 1988 году в возрасте 55 лет.
Сын занимался футболом, дочь — художественной гимнастикой.
Двоюродный брат Виктор Кардашов работал управляющим красноярского филиала «Транскредитбанка».
С 1991 года в Центральном районе Красноярска проводится ежегодный турнир памяти Александра Парченко.